# Alojz Suhadolc
Alojz Suhadolc, slovenski politik, * 8. april 1943.
Med letoma 1997 in 2002 je bil član Državnega sveta Republike Slovenije.